# Waterside Karori
El Waterside Karori es un club de fútbol de la ciudad de Wellington, Nueva Zelanda. Fue fundado en 1884 y durante toda su historia ha pasado por fusiones con otros equipos y cambios de nombre.
El principal logro del elenco es haber ganado la Copa Chatham en cuatro oportunidades, en 1938, 1939, 1940 y 1947. Sin embargo, en la década de 1950 sufrió una crisis, a la cual le costó mucho superar. Recién en 1978 volvería al plano nacional, disputando la liga neozelandesa de ese año. En 2004 fue uno de los equipos de la Región de Wellington que conformó el Team Wellington, una de las franquicias participantes de la ASB Premiership.

## Palmarés
- Copa Chatham (4): 1938, 1939, 1940 y 1947.